# Koagulacja mleka
Koagulacja mleka – przejście kazeiny mleka, występującej w formie miceli, ze stanu koloidalnego do formy skrzepu. W warunkach przemysłowych stosowana jest najczęściej koagulacja mleka z udziałem enzymów, tj. podpuszczka (rennina), a także obecne na rynku preparaty proteaz grzybów strzępkowych.
Mechanizm koagulacji mleka z udziałem renniny przebiega następująco:
Rennina we frakcji kappa-kazeiny (o masie cząsteczkowej 30 kDa) hydrolizuje wiązanie pomiędzy aminokwasami Phe 105 oraz Met 106, odłączając w ten sposób glikomakropeptyd (reszty 106-169) o m.cz. 8 kDa, natomiast reszty aminokwasów 1-105 pozostają związane z micelą. Kappa-kazeina, grająca rolę koloidu ochronnego miceli kazeinowych, przestaje spełniać swą rolę tworząc para kappa-kazeinę. W efekcie następuje utrata powłoki hydratacyjnej miceli, modyfikacja ich potencjału elektrycznego oraz zmiana ich struktury przestrzennej i odsłonięcie aktywnych miejsc łańcucha polipeptydowego. Następuje agregacja miceli i powstanie sieci wiązań utrzymujących strukturę „skrzepu”.